# ايمانويل باندا
ايمانويل باندا (بالإنجليزية: Emmanuel Banda)‏ (29 سبتمبر 1997 بزامبيا - ) هو لاعب كرة قدم زامبي في مركز الوسط يلعب في نادي الطائي السعودي. لعب مع أوستينده.

## وصلات خارجية
- ايمانويل باندا على موقع اتحاد السويد (السويدية)
- ايمانويل باندا على موقع قاعدة بيانات كرة القدم.إي يو (الإنجليزية)
- ايمانويل باندا على موقع ناشيونال فوتبول تيمز (الإنجليزية)
- ايمانويل باندا على موقع Soccerway.com (الإنجليزية)